# Wacław Szymczak

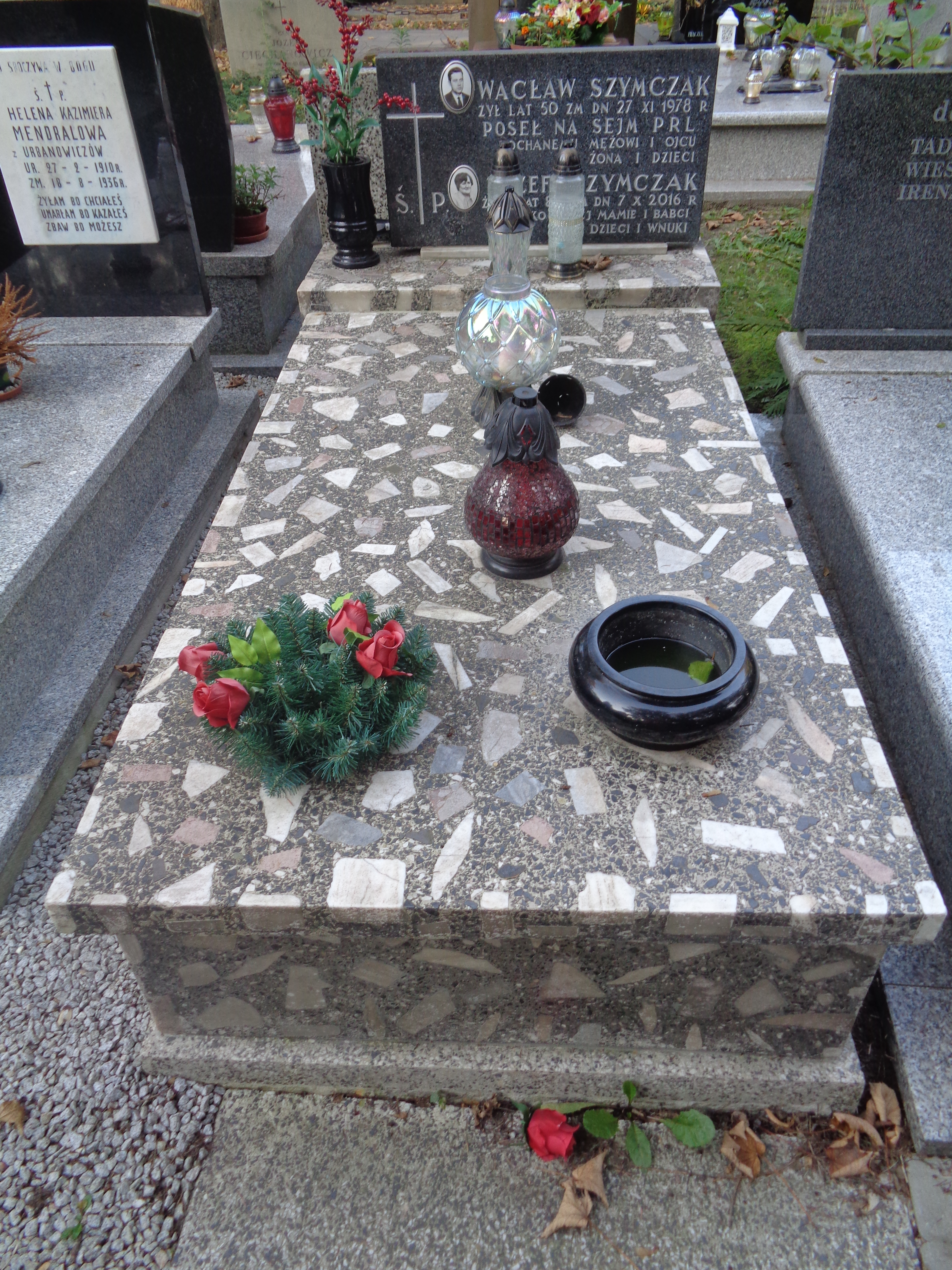
Grób Wacława Szymczaka na Wojskowych Powązkach

Wacław Szymczak (ur. 27 września 1928 w Leszczach w okolicach Konina, zm. 25 listopada 1978) – polski tramwajarz, poseł na Sejm PRL VII kadencji.

## Życiorys
Posiadał wykształcenie podstawowe. Po II wojnie światowej pracował we Wrocławiu. Przystąpił tam również do Związku Młodzieży Polskiej. W 1956 został motorniczym w Miejskich Zakładach Komunikacyjnych w Warszawie. W 1964 wstąpił do Polskiej Zjednoczonej Partii Robotniczej. Był członkiem Komitetu Dzielnicowego PZPR Warszawa-Żoliborz, a także I sekretarzem organizacji partyjnej w Zakładach Eksploatacji Tramwajów Wola. W 1976 uzyskał mandat poselski z okręgu Warszawa-Wola. W Sejmie zasiadał w Komisji Administracji, Gospodarki Terenowej i Ochrony Środowiska oraz w Komisji Komunikacji i Łączności. Zmarł w trakcie kadencji. Pochowany na Cmentarzu Wojskowym na Powązkach w Warszawie (kwatera B21, rząd 4, grób 3).

## Odznaczenia
- Medal 30-lecia Polski Ludowej